# Saint-Priest-en-Jarez
Saint-Priest-en-Jarez este o comună în departamentul Loire din sud-estul Franței. În 2009 avea o populație de 6.059 de locuitori.

## Evoluția populației
| An        | 1975  | 1982  | 1990  | 1999  | 2006  | 2009  |
| --------- | ----- | ----- | ----- | ----- | ----- | ----- |
| Populație | 4.628 | 4.563 | 5.673 | 5.812 | 6.022 | 6.059 |